# 川村龍一
川村 龍一（かわむら りゅういち、1943年〈昭和18年〉4月7日 - 2012年〈平成24年〉5月25日）は、日本のラジオパーソナリティ。川村 ひさし名義でのメディア活動で知られる。
元大阪芸術大学短期大学部広報学科（現在のメディア・芸術学科）教授兼学科長。

## 来歴・人物
朝日新聞社の役員だった実父の勤務の関係で、東京都で出生した後に、神奈川県や兵庫県で生活していた。
兵庫県立芦屋高等学校、関西学院大学文学部を卒業後、学習研究社へ入社すると、音楽雑誌「ヒットポップス」の編集スタッフを務めていた。しかし、ラジオ関西の音楽番組でポップス情報を紹介したことをきっかけに、ラジオパーソナリティへ転身した。愛称は「デデ（DEDE）」「デデちゃん」「デデさん」など。
パーソナリティへの転身当初は、「矢沢 二郎（やざわ じろう）」名義で、東京を中心に活動。活動拠点を関西に移してからは、FM大阪を中心に数々の音楽番組で洋楽を紹介するかたわら、1975年4月から1982年3月までは「川村 尚（かわむら ひさし）」または「川村 ひさし」の名義で『ヤングおー!おー!』（毎日放送）の進行役（主に一般客やゲストへのインタビュアー）を務めていた。英語に堪能であることから、英語圏で活動するアーティスト（ノーランズなど）が同番組にゲストで出演した際には、自ら通訳を務めている。
1983年10月から2002年3月までは、平日の早朝に放送された毎日放送ラジオの生ワイド番組『おはようMBS』（後に『おはよう川村龍一です』と改称）でメインパーソナリティを担当。「音楽DJ」というそれまでのイメージから一転して、ジャーナリストの側面をにじませながらリスナーとのコミュニケーションを重視したことで、同局の聴取率アップに貢献する。1994年9月から2年間は、金曜日のみ、同番組への生出演を終えてから『宵待5』（毎日放送で夕方に放送されていた関西ローカルの生放送番組）でメインキャスターを務めていた。
1995年1月17日には、『おはよう川村龍一です』への生出演に向けて兵庫県芦屋市の自宅を出発する直前に、阪神・淡路大震災が発生。自宅の倒壊は免れたが、放送開始時間だった午前6時30分までに毎日放送本社（大阪市北区）のラジオスタジオへ到着できなかったため、タクシーで移動しながら、当時一般にほとんど普及していなかった携帯電話を使って、道路周辺の被害状況を刻々と伝え続けた。「阪神高速道路神戸線の高架が倒壊した」という情報は、どこのメディアよりも早く川村が同番組の冒頭でリポートしたもので、この一連の放送によって、1995年度のギャラクシー賞（放送批評家協会賞）でラジオDJ・パーソナリティ賞を受賞した。
毎日放送では、『おはよう川村龍一です』の終了後も、2002年10月から2005年3月まで週に1回のペースで深夜番組（『S』火曜日→『真夜中のドン』）のパーソナリティを担当していた。2006年4月からは、大阪芸術大学短期大学部広報学科教授及び学科長に就任。ラジオ番組の制作などをテーマに据えた講座で教鞭を執ると同時に、FM大阪では久々のレギュラー番組として、平日朝の生ワイド番組『もぐもぐ』月～水曜日のメインパーソナリティを担当した。
2007年3月に『もぐもぐ』が終了してからは、大阪芸術大学での活動にほぼ専念。教育・広報活動のほかに、大学が主催する「プロムナードコンサート」（同大学の学生・音楽系学科の教官などが出演する全国規模のコンサート）で長らく進行役を務めていた。2009年1月4日に『川村龍一のゆ〜ゆ〜ラジオ』（毎日放送）で1年9ヶ月振りにラジオパーソナリティとしての活動を再開。教授職を続けながら、2011年3月27日の番組終了まで、ワンマンDJスタイルで『おはよう川村龍一です』時代の思い出話や自身の好きな洋楽・歌謡曲などを紹介していた。
大阪芸術大学短期大学部では、広報学科がメディア・芸術学科に改称された2011年4月以降も、引き続き学科長を務めていたが、在職中の2012年5月25日に、大阪市内の個人事務所で倒れているところを発見。病院へ運ばれた後に、虚血性心疾患による死亡が確認された。69歳没。
CD「ブロードキャスト・トラックス 毎日放送編」（ウルトラ・ヴァイヴ）に収録されている『ヤングおー!おー!』のテーマソング「ハッピーじゃないか」は、公開収録放送の音源をそのまま収録したため、川村による観覧客とのやり取りを序盤に聴くことができる。

## 出演番組

### 「川村尚」「川村ひさし」名義
- デデと純子のミュージックトリップ（ 八神純子プロデビュー前の1976年 - 1980年、文化放送）八神純子とのコンビでパーソナリティを担当、 霊友会提供の帯番組
- ペパーミントストリート 青春大通り（1978年 - 1979年、文化放送）月曜パーソナリティ
- 明星ヤングソングスペシャル（文化放送）
- ビート・オン・プラザ（FM大阪）
- COME ON POPS（FM大阪）
- デデと七人の探検隊（1977年3月- 1978年9月、FM大阪）
- POPS IN PICTURE（KBS京都テレビ）
- ヤングおー!おー!（毎日放送）[1]
- MUSIC IN USA
- ハッピーフォークフェスティバル（文化放送）
- やるぞ!全国大追跡 ワイドだベストテン（TBSラジオ）
- サンデービッグプレゼント ジャポップ大行進（TBSラジオ）

### 「川村龍一」名義
- SPOPS（テレビ神奈川）
- おはよう川村龍一です（メインパーソナリティ、MBSラジオ）[1]
- クルーズ・オン・Stude baker's (MBSラジオ、1988年1月10日 - 1988年3月20日)
- 川村龍一のザ・スポーツ（MBSラジオ）
- ABCカルチャー エキスタ女学院（1985年ごろ、朝日放送）金曜担任
- 見るラジオ、レッツシュート!（ラジオ大阪）[1]
- 阪急スクリーン・グラフィティ（FM大阪）[1]
- 川村龍一のダンシング・ベースボール（毎日放送）
- ゴルフ・マスターず（初代ホスト、サンテレビ）
- 宵待5金曜日（メインキャスター、毎日放送）
- 神戸アゲイン　川村龍一のラッキーリップス（1996年4月 - 1997年、AM神戸）
- S火曜日「川村龍一のリバー・オブ・ドリームズ」（MBSラジオ）
- 真夜中のドン（毎日放送）
- もぐもぐ月～水曜日（fm osaka、2005年4月4日 - 2007年3月）大塚由美とのコンビでパーソナリティを担当
- 川村龍一のゆ〜ゆ〜ラジオ（MBSラジオ）生前最後のレギュラー番組